# Strandiata abyssinica
Strandiata abyssinica là một loài bọ cánh cứng trong họ Cerambycidae.